# 1576 Fabiola
1576 Fabiola este un asteroid din centura principală, descoperit pe 30 septembrie 1948, de Sylvain Arend.